# Gmina Bear Grove (hrabstwo Cass)

Położenie gminy Bear Grove w hrabstwie Cass

Gmina Bear Grove (ang. Bear Grove Township) – gmina w USA, w stanie Iowa, w hrabstwie Cass. Według danych z 2000 roku gmina miała 270 mieszkańców.